# Jean-Louis Burnouf
Jean-Louis Burnouf, född den 14 september 1775 i Urville, död den 8 maj 1844 i Paris, var en fransk filolog, far till Eugène Burnouf, farbror till Émile-Louis Burnouf.
Burnouf, som var generalinspektör för universitetet i Paris, utgav läroböcker i grekiska och latinska språken samt en översättning av Tacitus (1827–1833; senaste upplagan 1881).